# Powiat Aurich
Powiat Aurich (niem. Landkreis Aurich) – powiat w niemieckim kraju związkowym Dolna Saksonia. Siedziba powiatu znajduje się w mieście Aurich.

## Podział administracyjny
Powiat Aurich składa się z:
- 4 miast
- 9 samodzielnych gmin (niem. Einheitsgemeinde)
- 2 gmin zbiorowych (Samtgemeinde)
- 1 obszaru wolnego administracyjnie (gemeindefreies Gebiet)

Miasta:
| Lp. | Nazwa miasta | Ludność (31.12.2008) | Powierzchnia km² |
| --- | ------------ | -------------------- | ---------------- |
| 1   | Aurich       | 40.447               | 197,21           |
| 2   | Norden       | 25.099               | 104,39           |
| 3   | Norderney    | 5.866                | 26,29            |
| 4   | Wiesmoor     | 13.261               | 82,99            |

Gminy samodzielne:
| Lp. | Nazwa gminy     | Ludność (31.12.2008) | Powierzchnia km² |
| --- | --------------- | -------------------- | ---------------- |
| 1   | Baltrum         | 496                  | 6,50             |
| 2   | Dornum          | 4.796                | 76,78            |
| 3   | Großefehn       | 13.352               | 127,25           |
| 4   | Großheide       | 8.752                | 69,32            |
| 5   | Hinte           | 7.119                | 48,06            |
| 6   | Ihlow           | 12.520               | 123,00           |
| 7   | Juist           | 1.721                | 16,43            |
| 8   | Krummhörn       | 12.779               | 159,20           |
| 9   | Südbrookmerland | 19.132               | 96,80            |

Gminy zbiorowe:
| Lp. | Nazwa gminy  | Ludność (31.12.2008) | Powierzchnia km² | Liczba gmin |
| --- | ------------ | -------------------- | ---------------- | ----------- |
| 1   | Brookmerland | 13.384               | 77,25            | 6           |
| 2   | Hage         | 10.657               | 68,94            | 5           |

Obszary wolne administracyjnie:
| Lp. | Nazwa obszaru wolnego administracyjnie | Ludność (31.12.2008)  | Powierzchnia km² |
| --- | -------------------------------------- | --------------------- | ---------------- |
| 1   | Memmert                                | obszar niezamieszkany | 5,17             |